# Turistická značená trasa 2227
 Turistická značená trasa 2227 je 2,5 km dlouhá modře značená trasa Klubu českých turistů v okrese Bruntál spojující železniční zastávku v Úvalně s vrcholem Strážiště. Její převažující směr je západní, později severní.

## Průběh trasy
Turistická trasa má svůj počátek na vlakové zastávce v Úvalně a to bez návaznosti na žádnou další pěší turistickou trasu. Vede západním směrem páteřní ulicí Úvalna a postupně stoupá. V obci křižuje postupně silnice I/57 a II/460. Na západním konci obce mění směr na severní a vstupuje do souběhu se zeleně značnou trasou 4879 z Milotic nad Opavou do Krnova. Obě trasy stoupají ke konci zástavby k parkovištím a poté k rozcestí pod rozhlednou Hanse Kudlicha, kde trasa 2227 končí.

## Turistické zajímavosti na trase
- Sýpka v Úvalně
- Kostel svatého Mikuláše
- Socha Panny Marie Sedmibolestné
- Boží muka
- Retro muzeum Úvalno
- Pomník osvobození a Rudé armádě
- Rozhledna Hanse Kudlicha

## Fotogalerie

Sýpka
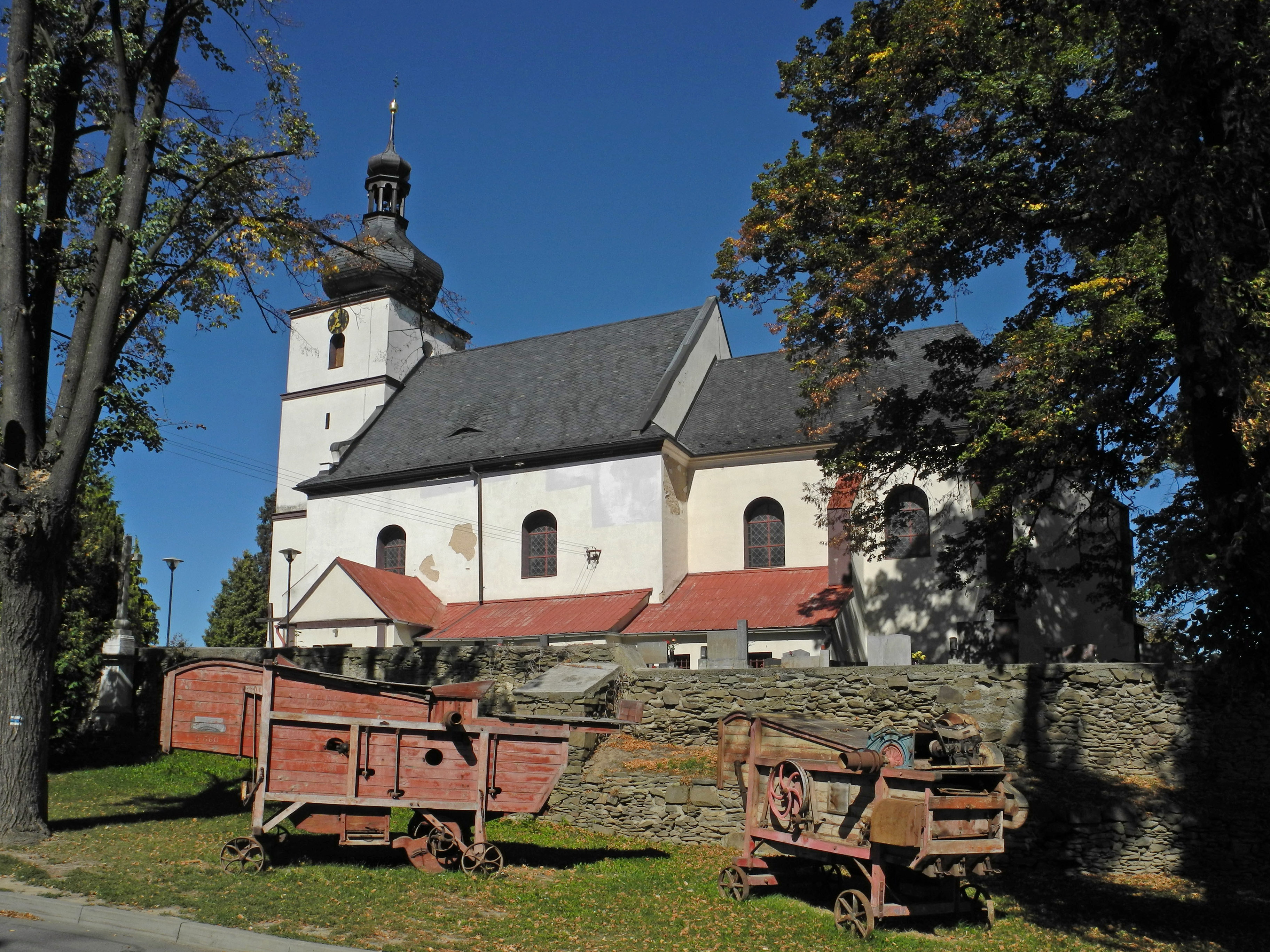
Kostel svatého Mikuláše
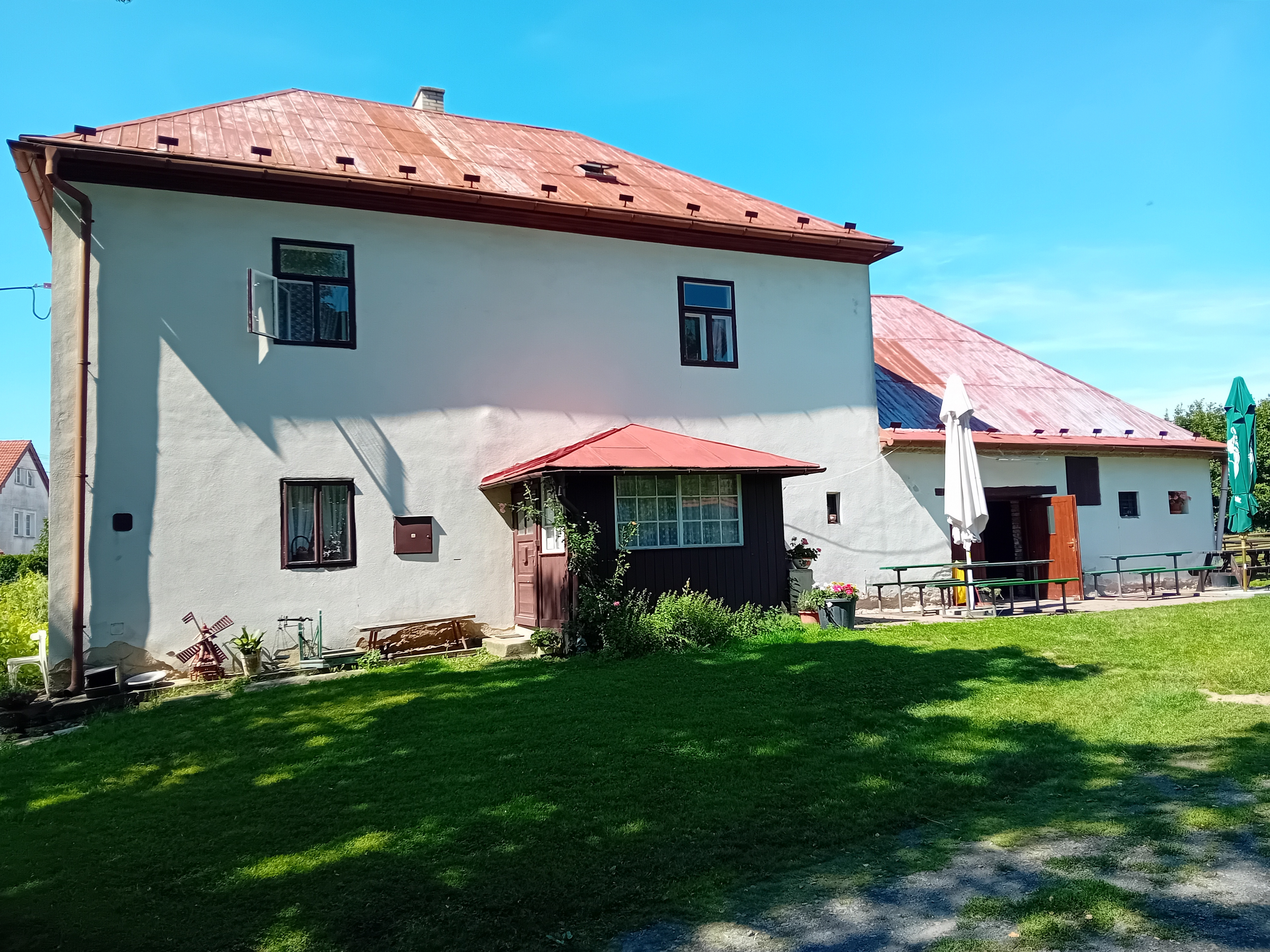
Retro muzeum
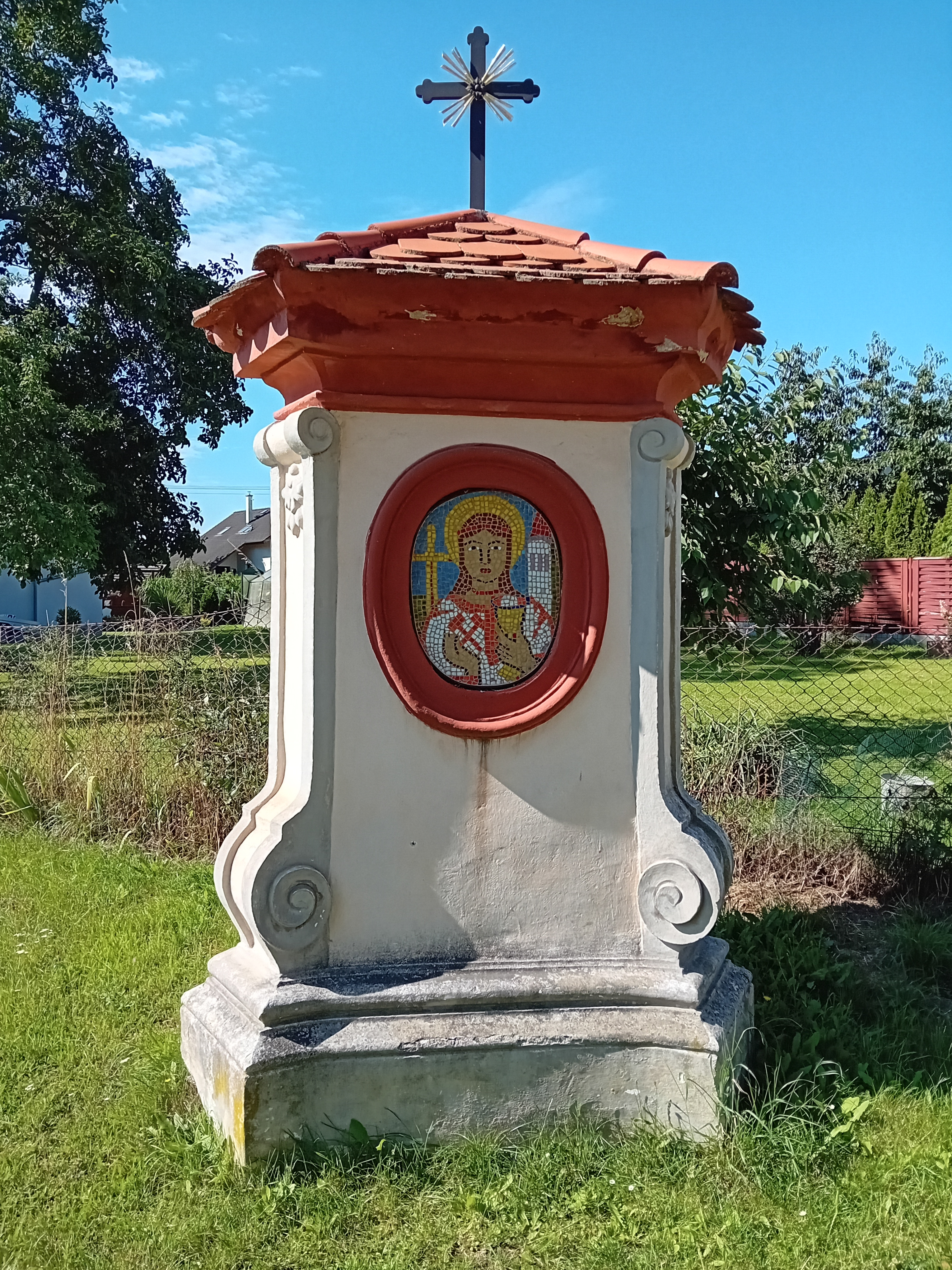
Boží muka
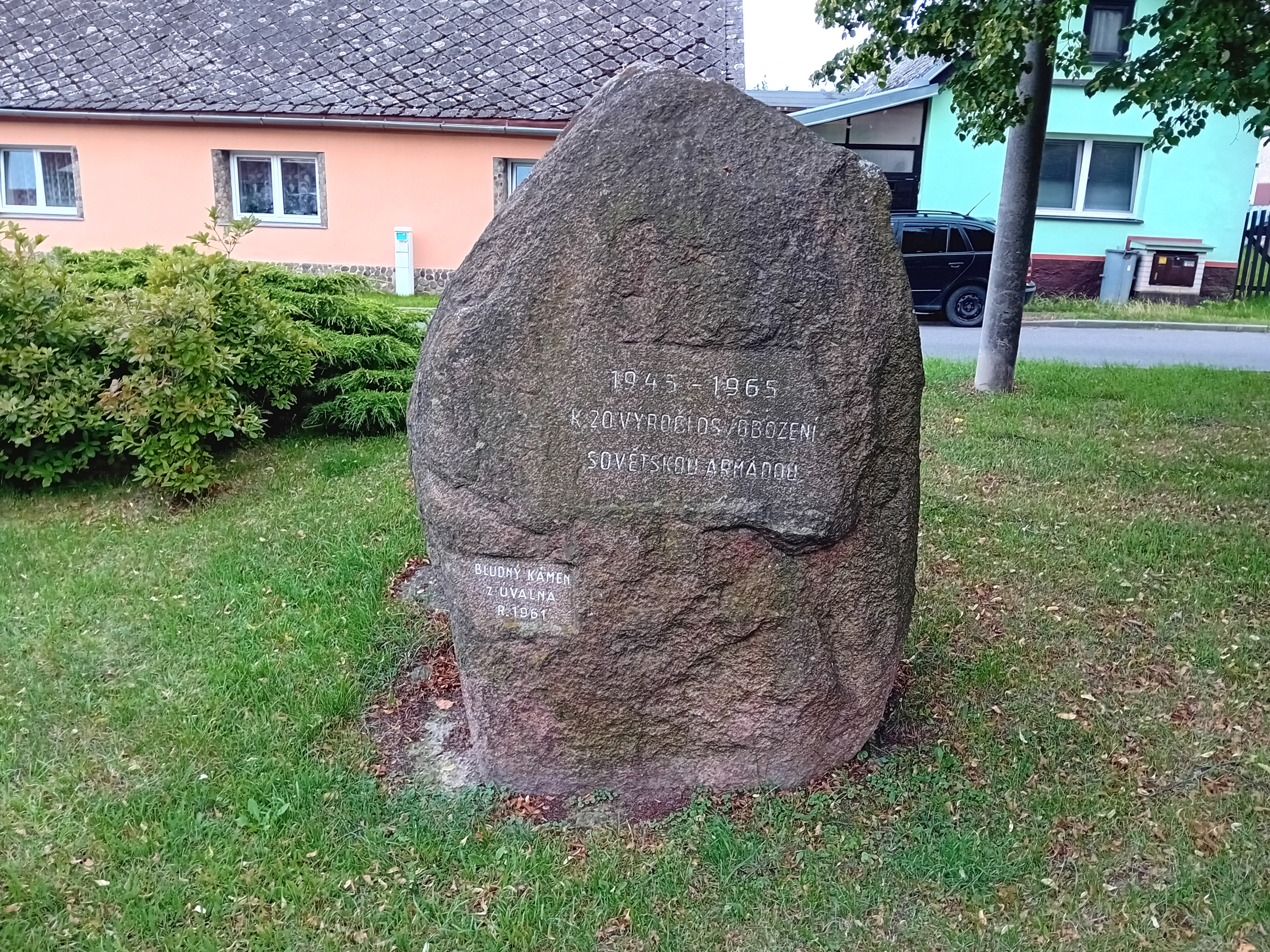
Pomník osvobození a Rudé armádě
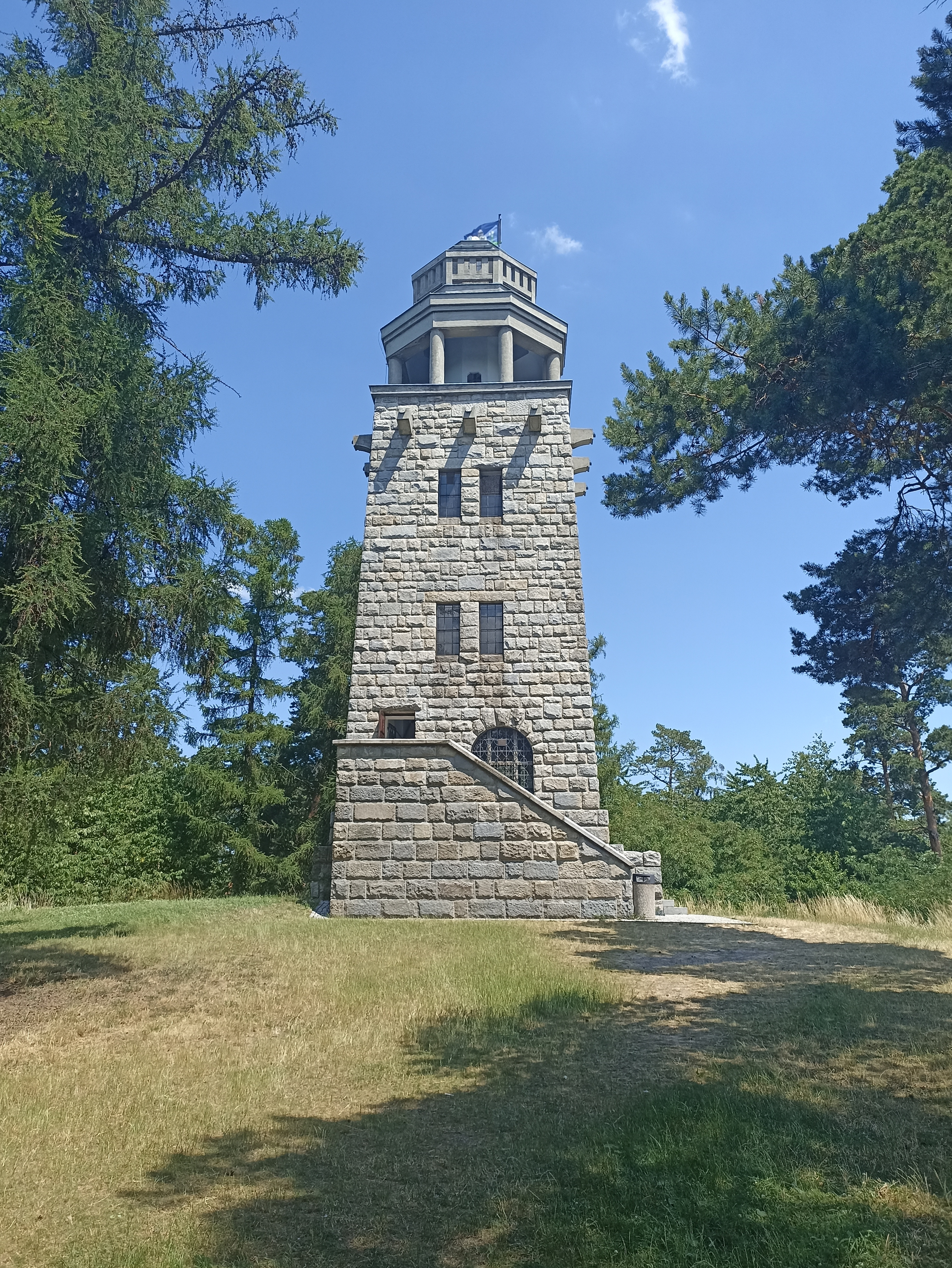
Rozhledna Hanse Kudlicha